# Atzara
Atzara település Olaszországban, Szardínia régióban, Nuoro megyében. Lakosainak száma 999 fő (2023. január 1.). Atzara Belvì, Samugheo, Meana Sardo és Sorgono községekkel határos.

## Népesség
A település népességének változása:
| Lakosok száma | 1132 | 1123 | 999  |
|               | 2017 | 2018 | 2023 |